# Чи зможете Ви мені пробачити?
«Чи змо́жете Ви мені́ проба́чити?» (англ. Can You Ever Forgive Me?; в українському перекладі часто неправильно — «Чи зможете Ви мене пробачити?») — американський біографічний фільм 2018 року, знятий режисеркою Маріель Геллер у жанрі драматичної комедії. У головних ролях: Мелісса Маккарті, Річард Грант, Доллі Веллс та інші.
Прем'єра фільму відбулася на кінофестивалях: у Теллурайді (Колорадо, США) — 1 вересня 2018, в Торонто (Канада) — 8 вересня 2018 тощо. Після показів на різних фестивалях, фільм вийшов у широкий прокат у лютому 2019 року.
У січні 2019 року фільм був номінований на 91-шу премію Американської кіноакадемії «Оскар» у трьох категоріях, проте нагород не отримав.
Головну роль мала виконувати Джуліанн Мур, але в процесі зйомок виникли розбіжності з режисеркою у сприйнятті характеру головної героїні, тому роль віддали Мелісі Маккартні.

## Синопсис
Письменниця Лі Ізраель — популярна в минулому авторка, втрачає з часом своїх шанувальників, гроші та власну повагу. Аби врятувати своє життя, вона починає підробляти листи померлих знаменитостей та продавати їх. Для збільшення інтересу до своїх робіт, героїня додає в листи інтимні подробиці…

## В основних ролях
| Актори                | Персонажі                                  |
| --------------------- | ------------------------------------------ |
| Мелісса Маккарті      | Лі Ізраель (Lee Israel), письменниця       |
| Річард Грант          | Джек Гок (Jack Hock), друг Лі              |
| Доллі Веллс           | Анна (Anna), власниця книгарні             |
| Бен Фальконе          | Алан Шмідт (Alan Schmidt), букініст-шахрай |
| Грегорі Коростишевскі | Андрій (Andre), менеджер будинку           |
| Джейн Куртін          | Марджорі (Marjorie), літературна агентка   |
| Стівен Спінелла       | Пол (Paul), букініст                       |
| Крістіан Наварро      | Курт (Kurt), бармен                        |
| Пун Банду             | Дойл (Doyle), федеральний агент            |
| Ерік Ларай Гарві      | Солонас (Solonas), федеральний агент       |
| Брендон Скотт Джонс   | Ґлен (Glen)                                |
| Шей Д'Лін             | Нелл (Nell)                                |
| Росаль Колон          | Рейчел (Rachel)                            |
| Анна Дівер Сміт       | Ілейн (Elaine)                             |
| Марк Івен Джексон     | Ллойд (Lloyd), адвокат                     |

## Нагороди та номінації
| Список нагород та номінацій фільму | Список нагород та номінацій фільму | Список нагород та номінацій фільму   | Список нагород та номінацій фільму | Список нагород та номінацій фільму | Список нагород та номінацій фільму |
| Кінофестиваль/Кінопремія           | Рік                                | Категорія                            | Номінант(и)                        | Результат                          | Дж                                 |
| ---------------------------------- | ---------------------------------- | ------------------------------------ | ---------------------------------- | ---------------------------------- | ---------------------------------- |
| Премія «Оскар»                     | 24.02.2019                         | Найкраща жіноча роль                 | Мелісса Маккарті                   | Номінація                          | [ 6 ]                              |
| Премія «Оскар»                     | 24.02.2019                         | Найкраща чоловіча роль другого плану | Річард Е. Грант                    | Номінація                          | [ 6 ]                              |
| Премія «Оскар»                     | 24.02.2019                         | Найкращий адаптований сценарій       | Ніколь Голофценер, Джефф Вітті     | Номінація                          | [ 6 ]                              |